# Campionati mondiali juniores di slittino 2024
I Campionati mondiali juniores di slittino 2024 furono la trentanovesima edizione della rassegna iridata juniores dello slittino, manifestazione organizzata annualmente dalla Federazione Internazionale Slittino, e si tennero il 16 ed il 17 febbraio 2024 a Lillehammer, in Norvegia, sulla omonima pista olimpica, la stessa sulla quale si svolsero anche le edizioni del 2001 e del 2015; furono disputate gare in cinque differenti specialità: nel singolo femminile, nel singolo maschile, nel doppio femminile, nel doppio maschile e nella prova a squadre.
Anche per questa edizione dei mondiali juniores, come già accaduto in quella precedente, nessuno slittinista russo poté prendere parte alle gare; il congresso della FIL confermò infatti la decisione presa dal proprio comitato esecutivo, che escluse gli atleti russi da tutte le competizioni disputate sotto la sua egida a causa dell'invasione dell'Ucraina da parte della Russia.
Vincitrice del medagliere fu la nazionale tedesca, che conquistò quattro titoli dei cinque in palio e cinque medaglie sulle quindici assegnate in totale: quelle d'oro furono ottenute da Antonia Pietschmann nel singolo femminile, da Marco Leger nell'individuale uomini, da Elisa-Marie Storch e Pauline Patz nel doppio donne e dagli stessi Pietschmann e Leger con Pascal Kunze e Max Trippner nella prova a squadre; nel doppio maschile trionfarono gli statunitensi Marcus Mueller e Ansel Haugsjaa.
Gli atleti che riuscirono a salire per due volte sul podio in questa rassegna iridata furono i tedeschi Antonia Pietschmann e Marco Leger e gli statunitensi Matthew Greiner, Marcus Mueller e Ansel Haugsjaa.

## Risultati

### Singolo femminile
La gara fu disputata il 16 febbraio 2024 nell'arco di due manches e presero parte alla competizione 29 atlete in rappresentanza di 12 differenti nazioni; campionessa uscente era l'ucraina Julianna Tunyc'ka, che concluse la prova al quattordicesimo posto, ed il titolo fu conquistato dalla tedesca Antonia Pietschmann davanti alla canadese Embyr-Lee Susko ed all'altra teutonica Anka Jänicke, tutte e tre alla loro prima medaglia mondiale di categoria nella specialità.
| Pos. | Atlete              | Nazione  | Tempo    | Distacco |
| ---- | ------------------- | -------- | -------- | -------- |
|      | Antonia Pietschmann | Germania | 1'34"678 |          |
|      | Embyr-Lee Susko     | Canada   | 1'34"907 | +0"229   |
|      | Anka Jänicke        | Germania | 1'35"163 | +0"485   |
| 4    | Alina Bräutigam     | Germania | 1'35"186 | +0"508   |
| 5    | Laura Koch          | Germania | 1'35"236 | +0"558   |
| 6    | Barbara Allmaier    | Austria  | 1'35"241 | +0"563   |
| 7    | Caitlin Nash        | Canada   | 1'35"328 | +0"650   |
| 8    | Zane Kaluma         | Lettonia | 1'35"330 | +0"652   |
| 9    | Dorothea Schwarz    | Austria  | 1'35"398 | +0"720   |
| 10   | Kailey Allan        | Canada   | 1'35"431 | +0"753   |

### Singolo maschile
La gara fu disputata il 17 febbraio 2024 nell'arco di due manches e presero parte alla competizione 31 atleti in rappresentanza di 16 differenti nazioni; campione uscente era il lettone Kaspars Rinks, che concluse la prova al terzo posto, ed il titolo fu conquistato dal tedesco Marco Leger davanti allo statunitense Matthew Greiner, entrambi a loro volta già in una occasione sul podio iridato di categoria nella specialità.
| Pos. | Atleti          | Nazione     | Tempo    | Distacco |
| ---- | --------------- | ----------- | -------- | -------- |
|      | Marco Leger     | Germania    | 1'40"940 |          |
|      | Matthew Greiner | Stati Uniti | 1'40"968 | +0"028   |
|      | Kaspars Rinks   | Lettonia    | 1'41"100 | +0"160   |
| 4    | Noah Kallan     | Austria     | 1'41"317 | +0"377   |
| 5    | Fabio Zauser    | Austria     | 1'41"705 | +0"765   |
| 6    | Lukas Peccei    | Italia      | 1'41"765 | +0"825   |
| 7    | Hans Fritzsch   | Germania    | 1'41"922 | +0"982   |
| 8    | Aidan Mueller   | Stati Uniti | 1'42"035 | +1"095   |
| 9    | Theo Downey     | Canada      | 1'42"067 | +1"127   |
| 10   | Paul Socher     | Austria     | 1'42"091 | +1"151   |

### Doppio femminile
La gara fu disputata il 16 febbraio 2024 nell'arco di due manches e presero parte alla competizione 14 atlete in rappresentanza di 5 differenti nazioni; campionesse uscenti erano le lettoni Viktorija Ziediņa e Selīna Zvilna, che conclusero la prova al secondo posto, ed il titolo fu conquistato dalle tedesche Elisa-Marie Storch e Pauline Patz, quest'ultima già una volta vincitrice nel doppio nell'edizione del 2022 ma con una compagna differente, mentre terze giunsero le austriache Marie Riedl e Nina Lerch, alla loro prima medaglia iridata di categoria nella specialità.
| Pos. | Atlete                            | Nazione    | Tempo    | Distacco |
| ---- | --------------------------------- | ---------- | -------- | -------- |
|      | Elisa-Marie Storch Pauline Patz   | Germania   | 1'45"587 |          |
|      | Viktorija Ziediņa Selīna Zvilna   | Lettonia   | 1'46"522 | +0"935   |
|      | Marie Riedl Nina Lerch            | Austria    | 1'47"425 | +1"838   |
| 4    | Lina Riedl Anna Lerch             | Austria    | 1'47"600 | +2"013   |
| 5    | Nataša Chytrenko Viktorija Koval' | Ucraina    | 1'47"819 | +2"232   |
| 6    | Viktoria Praxová Desana Spitzova  | Slovacchia | 1'49"767 | +4"180   |
| DNF  | Sarah Pflaume Lina Peterseim      | Germania   | DNF      | –        |

### Doppio maschile
La gara fu disputata il 16 febbraio 2024 nell'arco di due manches e presero parte alla competizione 24 atleti in rappresentanza di 8 differenti nazioni; campioni uscenti erano i lettoni Kaspars Rinks e Vitālijs Jegorovs, il primo non presente alla prova mentre Jegorovs concluse la prova al terzo posto insieme al nuovo compagno Raimonds Baltgalvis, ed il titolo fu conquistato dagli statunitensi Marcus Mueller e Ansel Haugsjaa, già a podio nel doppio nell'edizione del 2023, davanti agli italiani Philipp Brunner e Manuel Weissensteiner, alla loro prima medaglia iridata di categoria nella specialità.
| Pos. | Atleti                                         | Nazione     | Tempo    | Distacco |
| ---- | ---------------------------------------------- | ----------- | -------- | -------- |
|      | Marcus Mueller Ansel Haugsjaa                  | Stati Uniti | 1'43"891 |          |
|      | Philipp Brunner Manuel Weissensteiner          | Italia      | 1'43"959 | +0"068   |
|      | Raimonds Baltgalvis Vitālijs Jegorovs          | Lettonia    | 1'44"222 | +0"331   |
| 4    | Pascal Kunze Max Trippner                      | Germania    | 1'44"234 | +0"343   |
| 5    | Silas Sartor Liron Raimer                      | Germania    | 1'44"523 | +0"632   |
| 6    | Louis Grünbeck Maximilian Kührt                | Germania    | 1'44"758 | +0"867   |
| 7    | Jānis Gruzdulis-Borovojs Ēdens Eduards Čepulis | Lettonia    | 1'44"835 | +0"944   |
| 8    | Johannes Scharnagl Moritz Schiegl              | Austria     | 1'45"222 | +1"331   |
| 9    | Christián Bosman Michal Macko                  | Slovacchia  | 1'45"332 | +1"441   |
| 10   | Vadym Mykyievyč Bohdan Babura                  | Ucraina     | 1'45"949 | +2"058   |

### Gara a squadre
La gara fu disputata il 17 febbraio 2024 ed ogni squadra nazionale prese parte alla competizione con una sola formazione; nello specifico la prova vide la partenza di una "staffetta" composta da una singolarista donna e un singolarista uomo, nonché da un doppio per ognuna delle 8 formazioni in gara, che scesero lungo il tracciato consecutivamente senza interruzione dei tempi tra un atleta e l'altro; il tempo totale così ottenuto laureò campione la nazionale tedesca di Antonia Pietschmann, Marco Leger, Pascal Kunze e Max Trippner davanti alla squadra statunitense composta da Emma Erickson, Matthew Greiner, Marcus Mueller e Ansel Haugsjaa ed a quella austriaca formata da Barbara Allmaier, Noah Kallan, Johannes Scharnagl e Moritz Schiegl.
| Pos. | Nazione     | Atlete/i                                                                   | Tempo    | Distacco |
| ---- | ----------- | -------------------------------------------------------------------------- | -------- | -------- |
|      | Germania    | Antonia Pietschmann Marco Leger Pascal Kunze / Max Trippner                | 2'36"782 |          |
|      | Stati Uniti | Emma Erickson Matthew Greiner Marcus Mueller / Ansel Haugsjaa              | 2'36"918 | +0"136   |
|      | Austria     | Barbara Allmaier Noah Kallan Johannes Scharnagl / Moritz Schiegl           | 2'36"959 | +0"177   |
| 4    | Italia      | Alexandra Oberstolz Lukas Peccei Philipp Brunner / Manuel Weissensteiner   | 2'37"335 | +0"553   |
| 5    | Lettonia    | Zane Kaluma Kaspars Rinks Raimonds Baltgalvis / Vitālijs Jegorovs          | 2'37"883 | +1"101   |
| 6    | Ucraina     | Julianna Tunyc'ka Danylo Marcynovs'kyj Vadym Mykyievyč / Bohdan Babura     | 2'37"906 | +1"124   |
| 7    | Slovacchia  | Viktoria Praxová Bruno Mick Christián Bosman / Michal Macko                | 2'39"962 | +3"180   |
| 8    | Polonia     | Marlena Kadziolka Arkadiusz Trojga Patryk Prechitko / Maksymilian Gutowski | 2'44"525 | +7"743   |

## Medagliere
| Pos.   | Nazione     | Oro | Argento | Bronzo | Totale |
| ------ | ----------- | --- | ------- | ------ | ------ |
| 1      | Germania    | 4   | 0       | 1      | 5      |
| 2      | Stati Uniti | 1   | 2       | 0      | 3      |
| 3      | Lettonia    | 0   | 1       | 2      | 3      |
| 4      | Canada      | 0   | 1       | 0      | 1      |
| 4      | Italia      | 0   | 1       | 0      | 1      |
| 6      | Austria     | 0   | 0       | 2      | 2      |
| Totale | Totale      | 5   | 5       | 5      | 15     |